# Anjunabeats
Anjunabeats  /ænˈdʒuːnəbiːts/ es un sello discográfico británico iniciado por los productores Jonathan "Jono" Grant y Paavo Siljamäki de Above & Beyond en 2000. Inicialmente un sello de música trance exclusivamente, alrededor de 2011 Anjunabeats comenzó a lanzar principalmente house con bordes de trance. El nombre Anjuna proviene del nombre de una playa en Goa, India.

## Historia
En 2000, Anjunabeats lanzó su primer disco de 12 ", titulado Volume One, que fue lanzado bajo el alias Anjunabeats de Grant y Siljamäki. Cuando el sello recibió el nombre de Anjunabeats, decidieron producir bajo diferentes alias, como Free State y Dirt Devils. Pronto se les unió Tony McGuinness para formar Above & Beyond.[cita requerida]
En 2005, Above & Beyond lanzó la sub-etiqueta Anjunadeep destinada a lanzamientos que no encajan bajo el enfoque de trance de la etiqueta principal, permitiendo más diversidad dentro de Anjunabeats. El trío también lanzó otras 2 etiquetas secundarias,  Anjunadigital  que trata de remixes especiales y lanzamientos de pistas de Anjunabeats y Anjunadeep, y  Hard On Recordings  que estuvo activa desde 2000 a 2004 y se centró en hard trance y hard house.
El 3 de octubre de 2017, Anjunabeats anunció una colaboración con Beatport para organizar un concurso de producción titulado "Beats In School", en el que el ganador obtendrá una tutoría de un año con los artistas de Anjunabeats. El canadiense Joel Freck fue nombrado ganador el 10 de enero de 2018, entre los 20 finalistas del concurso.
En marzo de 2018, Anjunabeats lanzó una estación de radio 24 horas al día, 7 días a la semana en YouTube, que presenta pistas de la discografía de su sello discográfico, incluidas trance y deep house.

## Artistas
Esta lista de artistas fue adaptada de The DJ List
- 16 Bit Lolitas
- 7 Skies
- 8 Wonders
- Aalto
- Above & Beyond
- Adam Kancerski
- Adam Nickey
- Alison May
- Alt+F4
- Andrew Bayer
- Andy Moor
- Aneym
- Anhken
- Anton Sonin
- Artificial
- Arty
- Ashley Tomberlin
- Asbjørn
- Aspekt
- Audien
- Bart Claessen
- Beyond
- Boom Jinx
- Breakfast
- Carrie Skipper
- Christian Rusch
- Cold Blue
- Cramp
- Daniel Kandi
- Dan Stone
- Dave Schiemann
- David West
- Diamond
- Dimibo
- Dinka
- Duderstadt
- Edu
- Endre
- Evbointh
- Eximinds
- Free State
- Genix
- Giuseppe de Luca
- Greg Murray
- Ilan Bluestone (También lanzado como Bluestone)
- Interplay
- Jan Burton
- Jay Lumen
- Jaytech
- Jer Martin
- Johan Vermeulen
- Jono Grant
- Joonas Hahmo
- Julie Thompson
- Justine Suissa
- Kandi Neumann
- Kaste
- Komytea
- Kyau & Albert
- Lange (También lanzada como Firewall & Lange)
- Liluca
- Linnea Schossow
- Lucas
- Luminary
- Mangal Suvarnan
- Maor Levi
- Mark Eteson
- Mark Pledger
- Mat Zo
- Matt Cassar
- Matt Hardwick
- Matt Lange
- Menno de Jong
- Meredith Call
- Michael Cassette
- Mike Koglin
- Mike Shiver
- Moby
- Molly Bancroft
- Myon & Shane 54 (Miembros también liberados individualmente)
- Nathan Grainger
- Nick Sember
- Nitrous Oxide
- Norin & Rad
- OceanLab
- Oliver Smith
- Ost & Meyer
- Paavo Siljamäki (También lanzado como P.O.S)
- Parker & Hanson
- Paul Keeley
- Paul van Dyk
- Pesh
- Proff
- Progresia
- Purple Mood
- Reeves
- Remo-con
- Renee Stahl
- Rolo Green
- Rusch & Murray
- Signalrunners
- Slusnik Luna
- Smith & Pledger
- Solar Movement (También lanzado como Activa)
- Solarity
- Soundprank
- Spencer Brown
- Stephen J. Kroos
- Sundriver
- Sunny Lax
- Super8 & Tab (también lanzado individualmente)
- Tritonal
- Vardran (También lanzado como Sonicvibe)
- Velvetine
- Who.Is
- Yilmaz
- Zirenz & Saint Rush
- Zoë Johnston

### Artistas de Anjunadeep
- 16BL[9]
- Aiiso[10]
- Artfaq
- Ben Böhmer[11]
- Cubicolor[12]
- Dosem[13]
- Dusky[14]
- Eli & Fur[15]
- Hosini[16]
- Jody Wisternoff[17]
- Lane 8[18]
- Leaving Laurel[19]
- Luttrell[20]
- Marsh[21]
- Nox Vahn[22]
- Qrion[23]
- Tinlicker[24]
- Way Out West[25]
- Yotto[26]

## Premios
Anjunabeats fue nominado en los International Dance Music Awards en Miami como  Mejor sello discográfico global de baile  en los años 2009, 2010, 2012, 2015 y 2016. Dos lanzamientos del sello fueron nominados para los Grammy Awards el álbum de Mat Zo "Damage Control" en 2015, y el sencillo de Above & Beyond ″We're All We Need″ en 2016.